# Bruno Snygg
Erik Bruno Snygg, född 18 december 1920 i Fleninge, Malmöhus län, död 9 mars 2012 i Helsingborg, var en svensk teckningslärare, tecknare, målare och skulptör. 
Han var son till muraren Erik Snygg och Ebba Bergstrand och från 1948 gift med Torborg Ingegerd Adele Woxén. Snygg utexaminerades som teckningslärare från Konstfackskolan 1948 och företog samma år en studieresa till Italien. Efter studierna var han verksam som teckningslärare vid olika skolor i Helsingborg innan han 1958 blev fri konstnär på heltid. Han medverkade regelbundet i Nationalmuseums utställning  Unga tecknare 1946–1954 och tillsammans med Gudrun Åberg ställde han ut på Galerie Æsthetica 1951 samt i samlingsutställningarna på Kulla konst i Höganäs. Som illustratör medverkade han i tidskriften All världens berättare. Hans konst består av målningar som har ett drag av dubbelexponering samt kubism.